# Département des Arts du spectacle de la Bibliothèque nationale de France
Le département des Arts du spectacle de la Bibliothèque nationale de France collecte, conserve, décrit et met en valeur la mémoire de tous les arts du spectacle, quel que soit leur support de production. Il est principalement situé sur le site Richelieu (58, rue de Richelieu / 5 rue Vivienne, dans le 2e arrondissement de Paris) et possède une antenne à Avignon, à la Maison Jean-Vilar.

## Histoire

### La collection Rondel
Le département des Arts du spectacle de la Bibliothèque nationale de France trouve son origine dans la collection d’Auguste Rondel (1858-1934). Ce banquier marseillais, formé à l’École polytechnique, est un bibliophile passionné, tombé amoureux du monde du spectacle. Il constitue, à partir de 1895, une vaste collection de documents destinés à la recherche sur les arts du spectacle en France et à l'étranger. La fameuse « bibliothèque dramatique » de Soleinne fait figure de modèle. Mais Rondel a pour singularité de ne pas circonscrire sa bibliothèque aux livres, manuscrits et estampes qui, traditionnellement, attisent seuls la convoitise des collectionneurs. Il affirme la nécessité de conserver tout ce qui concerne la représentation : programmes, invitations, presse qu’il fait découper et constituer en recueils, images en tout genre, mais aussi archives. Proche d’André Antoine, il le convainc de faire don de ses archives et milite pour une prise de conscience patrimoniale parmi les nombreux hommes de théâtre qu’il fréquente. Ce notable de la Belle Époque a pour autre particularité de n’exclure aucune forme de spectacle et ne dédaigne pas de s’intéresser à des univers alors aussi peu considérés que ceux du cirque, du cabaret ou du guignol. La même curiosité l’amène à se pencher rapidement vers le cinéma. Au lendemain de la Première Guerre mondiale, il crée au sein de sa bibliothèque une section cinématographique, arguant que « cet art vient d’atteindre l’âge de raison » : « ce n’est plus un art à l’essai, c’est une certitude d’art ».

### Du Palais-Royal à l’Arsenal
Rondel, qui a perdu ses deux neveux et héritiers durant le conflit, fait don de sa collection à l’État en 1920. Celle-ci est d’abord installée au Palais-Royal, dans les actuels locaux du Conseil constitutionnel. La bibliothèque est ouverte au public et organise des expositions. À la suite de tracas administratifs, la bibliothèque Rondel est contrainte de quitter le Palais-Royal. Elle est installée en 1925 à la bibliothèque de l’Arsenal dont elle forme la « collection théâtrale » et continue d’être enrichie selon les principes définis par Rondel.
En 1934, la bibliothèque de l’Arsenal – et, avec elle, la « collection théâtrale » Rondel – est rattachée à la Réunion des bibliothèques nationales. L’arrivée d’André Veinstein à la tête de la « collection théâtrale », en 1955, marque une étape importante. Sous son impulsion, et grâce à l’appui de Julien Cain, administrateur de la Bibliothèque nationale, entrent les fonds d’archives de Edward Gordon Craig (1957), Louis Jouvet (1961), Jacques Copeau (1963), Charles Dullin (1968), etc. Veinstein cultive le rêve de voir naître une bibliothèque-musée nationale des arts du spectacle qui, malgré de nombreux projets, ne voit pas le jour.

### La création du département des Arts du spectacle
La place singulière de la « collection théâtrale » au sein de la bibliothèque de l’Arsenal et le développement important des collections conduisent Georges Le Rider, administrateur de la Bibliothèque nationale, à créer un nouveau département de collections en 1976, le département des Arts du spectacle, dont la première directrice est Cécile Giteau.
En 1979 est créée une antenne décentralisée du département des Arts du spectacle à Avignon, à la Maison Jean-Vilar fondée alors en partenariat avec l’Association Jean Vilar et la ville d’Avignon.
Les locaux de la bibliothèque de l’Arsenal sont devenus trop étroits pour le département qui ne cesse de s’enrichir. En 2004, le département des Arts du spectacle quitte l’Arsenal pour le site Richelieu, berceau historique de la Bibliothèque nationale de France.
Le département des Arts du spectacle est partie prenante du vaste projet de rénovation du site Richelieu. Il partage, depuis 2010, une salle de lecture provisoire avec le département des Manuscrits, tandis qu’une partie de ses magasins et bureaux ont été déménagés sur le site François-Mitterrand. Le département disposera de nouveaux magasins et bureaux ainsi que d’une salle de lecture rénovée en 2016.

## Collections
Les collections du département des Arts du spectacle ont vocation à renseigner, selon la volonté même d’Auguste Rondel, la conception d’une œuvre, sa représentation, sa réception auprès des publics. De ce souci d’exhaustivité découle la grande diversité des collections : manuscrits, estampes, imprimés, maquettes, costumes, masques, marionnettes, dessins, photographies, affiches, plans, fonds d’archives, recueils de coupures de presse, de programmes, etc. Le département des Arts du spectacle s’intéresse à l’ensemble des formes du spectacle vivant, en refusant toute hiérarchisation (théâtre, opéra, danse, mime, cirque et arts de la rue, arts de la marionnette, art pyrotechnique, music-hall, etc.). Il conserve également des collections exceptionnelles sur le spectacle enregistré dans la première moitié du XXe siècle (cinéma, radio et télévision).

### Mode d’entrée
L’accroissement des collections est de 30 000 documents en moyenne par an : dons d’artistes, d’institutions et de collectionneurs principalement, collectes régulières provenant de 1 100 organismes de spectacle en contact permanent avec le département et attributions du dépôt légal. Parallèlement, les collections sont enrichies par des acquisitions faites en vente publique, auprès de libraires spécialisés ou de particuliers. 

### Documents et fonds remarquables
- Fonds d'archives : André Antoine, Edward Gordon Craig, Louis Jouvet, Jacques Copeau, théâtre du Soleil, Roger Planchon, Abel Gance, Bernard-Marie Koltès, Eugène Ionesco, Armand Gatti, Carolyn Carlson, Édith Piaf, etc.
- Fonds photographiques : Roger Pic (dans son activité de photographe de spectacle), Etienne-Bertrand Weill, Daniel Cande, Claude Gafner, etc.
- Maquettes : Christian Bérard, Mayo, Emile Bertin, Matias, Patrice Cauchetier, Alain Batifoulier, etc.

### Catalogues et inventaires
Les imprimés, les documents d'actualité et les images sont catalogués et disponibles en ligne dans le Catalogue général de la Bibliothèque nationale de France. 
Les fonds d’archives et les manuscrits sont catalogués et disponibles en ligne depuis 2007 dans le Catalogue BnF-Archives et manuscrits. Les anciens inventaires sont peu à peu rentrés dans le Catalogue BnF-Archives et manuscrits et en attendant disponibles sous la forme d’inventaires papier en salle de lecture.
Il existe encore un certain nombre de fichiers et d'inventaires papier, disponibles en salle de lecture.
Une partie des collections du département fait l'objet d'une description sommaire dans le Répertoire des arts du spectacle.

## Mise à disposition et diffusion

### Salle de lecture
Les documents sont consultables dans la salle de lecture du département, située sur le site Richelieu à Paris. Certains documents nécessitent un délai de communication.
Les documents conservés à la Maison Jean-Vilar sont consultables dans la salle de lecture de la Maison Jean-Vilar à Avignon.

### Numérisation
Le département s’est engagé dans une politique de numérisation en nombre de ses collections, surtout iconographiques. Sont disponibles en 2011 sur Gallica, la bibliothèque numérique de la Bibliothèque nationale de France :
- 60 000 photographies de spectacles contemporains (photographies de Roger Pic, Daniel Cande et Joël Verhoustraeten) grâce à des accords avec les auteurs ou ayants droit
- 10 000 images de spectacles du XIXe siècle (recueils d’iconographies classés par spectacle)
- 10 000 images de personnalités de spectacles du XIXe siècle (Sarah Bernhardt, Talma, etc.)

Sont en cours de mise en ligne en intranet (c'est-à-dire uniquement visibles sur les postes de consultation dans les murs de la BnF) les synopsis de films de la firme Pathé pour les années 1900-1910 et Gaumont pour les années 1900-1920.

## Les spécificités du département des Arts du spectacle

### La Maison Jean Vilar
La Maison Jean Vilar est une antenne de la BnF.
À l'origine, son centre de documentation est né de la volonté de rendre accessible le fonds d'archives de Jean Vilar, directeur du festival d'Avignon, comme source d'inspiration et d'interrogations.
En 1977, celui-ci rejoint les collections du département des Arts du spectacle de la Bibliothèque nationale. 
Ce site est reconnu pour son fonds d'archives sur le Festival d'Avignon. Ses collections sont constituées de :
- 32 500 livres dont 4 000 en accès libre dans la salle de lecture : textes du répertoire classique, écriture dramatique contemporaine, ouvrages sur tous les arts du spectacle, sur la culture, sur la décentralisation culturelle.
- 300 titres de journaux et de revues dans le domaine du spectacle vivant et la vie culturelle locale.
- 300 vidéos et multimédias édités.
- La mémoire du Festival d'Avignon depuis ses origines en 1947 : archives administratives des directions successives jusqu'en 2013, revues de presse, affiches, photographies, documents sonores et audiovisuels.
- La mémoire du festival Off depuis ses origines en 1966 : programmes de théâtre, dossiers de presse, coupures de presse, affiches.
- La mémoire des Hivernales, festival de danse depuis 1979.
- Documentation variée sur le théâtre régional, sur les auteurs et professionnels du spectacle.
- Fonds Jean Rouvet.

### Expositions
- Piaf, 14 avril - 23 août 2015, Galerie 2, site François-Mitterrand[7] ;
- Théâtre ouvert, l'audace du texte, 2 décembre 2014 - 8 février 2015, Galerie des donateurs, site François-Mitterrand[8] ;
- Carolyn Carlson écriture et mouvement, 10 décembre 2013 - 26 janvier 2014, Galerie des donateurs, site François-Mitterrand[9] ;